# 파벨 야코블레프
파벨 블라디미로비치 야코블레프(러시아어: Павел Владимирович Яковлев, 1991년 4월 7일 ~, 류베르치)는 러시아의 축구 선수이다. 현재 러시아 프리미어리그의 안지 마하치칼라 소속으로, 포지션은 공격수이다.